# Ставищенська сільська рада (Коростенський район)
Ставищенська сільська рада — колишня адміністративно-територіальна одиниця та орган місцевого самоврядування у Коростенському (Ушомирському) районі і Коростенській міській раді Коростенської і Волинської округ, Київської й Житомирської областей Української РСР та України з адміністративним центром у с. Ставище.

## Населені пункти
Сільській раді були підпорядковані населені пункти:
- с. Ставище
- с. Зарубинка
- с. Кропивня

## Населення
Кількість населення ради станом на 1923 рік становила 1 077 осіб, кількість дворів — 139.
Відповідно до результатів перепису населення СРСР, кількість населення ради станом на 12 січня 1989 року становила 585 осіб.
Станом на 5 грудня 2001 року, відповідно до перепису населення України, кількість мешканців сільської ради становила 430 осіб.

## Склад ради
Рада складалися з 12 депутатів та голови.

### Керівний склад сільської ради
| ПІБ                         | Основні відомості                                                 | Дата обрання | Дата звільнення |
| --------------------------- | ----------------------------------------------------------------- | ------------ | --------------- |
| Субін Валентин Анатолійович | Сільський голова, 1969 року народження, освіта, безпартійний      | 26.03.2006   | 31.10.2010      |
| Субин Валентин Анатолійович | Сільський голова, 1969 року народження, освіта вища, безпартійний | 31.10.2010   |                 |

Примітка: таблиця складена за даними джерела

## Історія
Створена 1923 року в складі с. Зарубинка та колонії Ставище Ушомирської волості Коростенського повіту Волинської губернії. Станом на 17 грудня 1926 року в підпорядкуванні значилися хутори Лісова Болярка та Три Копці, які на 1 жовтня 1941 року не перебували на обліку населених пунктів.
Станом на 1 вересня 1946 року сільська рада входила до складу Коростенського району Житомирської області, на обліку в раді перебували с. Ставище та х. Зарубинка.
28 червня 1955 року, відповідно до рішення Житомирського облвиконкому № 636 «Про зміни в адміністративно-територіальному поділі Володарсько-Волинського, Коростенського, Червоноармійського і Барашівського районів», підпорядковано х. Кропивня Кропивнянської сільської ради Володарсько-Волинського району Житомирської області.
На 1 січня 1972 року сільська рада входила до складу Коростенського району Житомирської області, на обліку в раді перебували села Зарубинка, Кропивня та Ставище.
Виключена з облікових даних 17 липня 2020 року. Територію та населені пункти ради, відповідно до розпорядження Кабінету Міністрів України № 711-р від 12 червня 2020 року «Про визначення адміністративних центрів та затвердження територій територіальних громад Житомирської області», включено до складу Ушомирської сільської територіальної громади Коростенського району Житомирської області.
Входила до складу Коростенського (Ушомирського) району (7.03.1923 р., 28.02.1940 р.) та Коростенської міської ради (1.06.1935 р.).